# 周義雄 (政治人物)
周義雄（1957年11月18日－）中國國民黨南投縣埔里鎮政治人物，曾任南投縣埔里鎮鎮長及南投縣議員。

## 經歷
私立南台技術學院專科部畢業，曾任救國團埔里團委會會長以及第15與第16屆南投縣議員，2011年參選第16屆埔里鎮鎮長，以「埔里是我的家」為競選主軸，擊敗對手高票當選。2014年尋求連任成功，當選第17屆埔里鎮鎮長。

## 爭議

### 要求環保團體道歉
2011年，環保媽媽環境保護基金會公布調查評選全國最髒亂三個鄉鎮，分別為台中大甲、南投埔里、屏東東港，南投縣埔里鎮公所遂舉辦「愛鄉總動員清淨家園」誓師大會，懸掛抗議白布條，質疑環保媽媽基金會的評審標準，並動員民眾清掃街道、空地，呼籲鄉親一人一信要求環保媽媽基金會說明與道歉，盼儘速洗刷遭環保媽媽基金會評選全國最髒亂鄉鎮之恥。

### 擴建停車場移植老樹
2014年，周義雄指示南投縣埔里鎮公所規劃「臺灣地理中心碑觀光景點停車場工程」，向交通部申請經費改善大客車停車空間，然因工程需遷移多株樹齡至少四、五十年的南洋杉、樟樹等樹木，且原停車空間未被適當管理，導致攤販長期違法佔用，因此在鎮民強烈反彈下暫緩該計畫。

### 砍除河邊老樹
2016年，周義雄指示南投縣埔里鎮公所所以黑板樹生命力強樹根易破壞堤防，及柳樹斷肢危害公共安全為由，砍除南安路杷城排洪道堤防柳樹與黑板樹，並移植至福興里環保公園，然而因正值夏季，氣溫加速樹身水分散失，且未先進行養根、斷根作業，直接砍除樹幹並以挖土機挖掘樹根，致移樹所造成之傷口菌類孳生，且福興里環保公園下層為九二一地震拆房建築廢料不利樹木生長，因此在移樹過程中遭遇鎮民抗議阻擋。
2017年，周義雄指示南投縣埔里鎮公所砍除埔里鎮南安路杷城排洪道堤防鳳凰木，周義雄解釋因鳳凰木的樹根擠壓到堤防，如以移樹方式開挖，將破壞到堤防結構危害到鄰近住戶安危，遂將其砍除以免留下後患，許多鎮民在得知消息後，紛紛感到錯扼與惋惜，並指鎮公所毀壞鎮民共同記憶。

### 不顧里民反對興建鎮立殯儀館
2017年，周義雄指示南投縣埔里鎮公所，計劃在蜈蚣里第七公墓興建殯儀館，然因腹地不足再向代表會提案以協議價購方式，以約6690萬元取得周邊近2782坪的兩筆私人農牧用地，但依據「內政部不動產交易實價查詢服務網」當時土地平均價格每坪約1萬元，但公所卻以遠高於市價每坪23800元的價格向周義雄的好友張國楨購入，此舉遭到蜈蚣里里民強烈反對，並懷疑中間是否有利益輸送，且殯儀館預定地鄰近水源地與鯉魚潭風景區，遭質疑屆時將衝擊環境與商機。
2017年4月12日，應蜈蚣里里民要求，南投縣埔里鎮公所召開說明會，周義雄回應里民對於價購土地的質疑時，表示他相信周邊土地交易價是剛好每坪約1萬元，鎮公所以每坪23800元購入，里民土地也將跟著增值，是藏富於民之作為。
2017年11月16日，蜈蚣里里民組成的自救會至南投縣議會向縣長林明溱、副議長潘一全及在場縣議員陳情，指周義雄主導的興建案疑點重重，包括協議舉債價購土地價格遠高於市場行情、做引導式假民調、分配及程序不正義以及舉債一億五千萬元；林明溱表示，自籌款項建設雖是公所的行政裁量權，但若民意反彈劇烈，建議公所應考慮另覓地規劃。
2018年3月，鎮公所在鎮立殯儀館新建工程計畫上仍編列73,200,000元的預算，計畫仍未停止。

### 改建人行道移植老樹
2017年，南投縣埔里鎮公所獲內政部營建署既有市區道路景觀與人本環境改善計畫補助，周義雄指示南投縣埔里鎮公所以樹根隆起破壞人行道鋪面，執行信義路改善工程為由，將60多棵樹齡30至50年的樟樹移植至福興環保公園，然而因移植樹木做法粗糙，未先斷根、養根並以挖土機挖掘樹根，以致於樹木存活率降低，因此被護樹團體與鎮民譴責。

### 砍除林班地國有物樹木
2017年10月13日上午，周義雄指示南投縣埔里鎮公所清潔隊到虎頭山山頂飛行場砍除9棵屬埔里事業區96班地國有物的大樹，被林區管理處巡山員當場制止，並以《森林法》處理、求償。周義雄表示因大樹妨礙電線電信設施必須砍除，並表示有發出公文知會林管處，但林管處回應一直到下午3時才收到公文，因於事後才發公文給林管處而被鎮民質疑。
2018年3月19日，經林務局實地量測後，依違反森林法第9條第1項第3款「在森林內興修其他工程者，應報經主管機關會同有關機關實地勘查同意後，依指定施工界限施工」，由林務局南投林管處依違反《森林法》開罰公所12萬元，以及3倍木材價金3萬858元，合計15萬858元，鎮長周義雄今表示，會負起公所行政不周延之責，自行繳納罰鍰。

### 補助鎮立幼兒園免費營養午餐
2018年，周義雄裁定南投縣埔里鎮公所從106年度下學期起提供鎮立幼兒園免費營養午餐，在財政赤字的情況下費用將由公所全額補助，預計單一學年度支出約109萬元，但全鎮國小附設幼兒園加上私立幼兒園約1450位學童，未能同樣享有免費營養午餐福利，公平性備受質疑。

### 獎勵公所同仁每月一千元獎金
2018年，周義雄裁定南投縣埔里鎮公所從元旦開始每位清潔隊員及自治事業管理所合計95位員工每月多領1000元獎金，發放原因是同仁工作環境惡劣風險高，但公所目前仍處於財政赤字的情況，因此遭鎮民批評自肥及花公帑買票。

### 鎮公所設置迎賓電子看板毀壞歷史古蹟
2018年，周義雄指示南投縣埔里鎮公所於愛蘭橋頭設置個人迎賓電子看板「埔里鎮長周義雄歡迎您」，並用鋼樑固定在烏牛欄橋石碑面上，破壞了原有證明台灣平埔族原住民巴宰族群遷徙和日治時期烏牛欄歷史的碑文，而事後他亦拒絕回應巴宰族群訴求，故被巴宰協會及地方文史工作者譴責為藐視遺跡。

### 舉債掏空鎮公所
2018年10月1日，埔里鎮民代表何惠娟召開記者會指出，埔里鎮公所今年度預算增編4000萬元、強建殯儀館貸款6000萬元、以高於實價登錄行情價購農牧用地6690萬元，向銀行貸款5500萬元，連同8750萬元的自有財源短期墊付款項，加總2.43億元隱性負債。另埔里鎮公所積欠衛福部921震災款1.5億、將埔里鎮立體停車場一至三樓興建店鋪及改建飯店，被交通部要求繳還8700萬元補助款、積欠退休優存利息9470萬元，周義雄8年任期對於中央欠款皆未償還，公所歲入4億卻累計了5.7億元潛藏負債。